# Primo Victoria
«Primo Victoria» (укр. Перша перемога) — дебютний студійний альбом шведського павер-метал гурту Sabaton. Альбом виданий на лейблі Black Lodge Records.

## Про альбом
Раніше гурт записав повноформатний альбом «Metalizer» з італійським лейблом Underground Symphony, але через конфлікти його реліз було відкладено до 2007 року. Натомість «Primo Victoria» став дебютним альбомом Sabaton. Він був записаний у 2004 році на студії Abyss у Швеції та вийшов наступного року, 4 травня 2005. на новому лейблі — Black Lodge Records.
У 2010 році альбом був перевипущений на німецькому лейблі Nuclear Blast з шістьма додатковими бонус-треками під назвою «Primo Victoria Re-Armed».  Перевидання досягло 43-го місця у шведському чарті альбомів.

### «Second Battalion» та «Amphibious Battalion»
За проханням членів 2-го батальйону норвезької армії гуртом було створено альтернативну версію «Panzer Battalion», яка отримала назву «Second Battalion» та відрізняється від оригіналу лише тим, що в тексті замість «Panzer Battalion» співається «Second Battalion».
Пізніше гурт також створив ще одну альтернативну версію «Panzer Battalion» під назвою «Amphibious Battalion» для шведської морської піхоти, яка воювала в Чаді у складі EUFOR.

### Кавер-версії
Німецький акапельний метал-гурт van Canto зробив кавер на «Primo Victoria» для свого четвертого студійного альбому «Break the Silence» в 2011 році, а фронтмен Sabaton, Йоакім Броден, з'явився у якості запрошеного вокаліста у музичному відеокліпі.

## Співпраця з Wargaming
У рамках 30-ї річниці Nuclear Blast у 2017 році Sabaton оголосили на своєму вебсайті, що розпочинають довгострокову співпрацю з Wargaming. Після цього учасники гурту заявили, що часто грають у World of Tanks у перервах між концертами.  Результатом цієї співпраці стали зйомки музичного відео на пісню «Primo Victoria», а також розфарбований на замовлення танк шведської армії Cruiser Tank Centurion, показаний у відео, став доступним для покупки у грі World of Tanks.

## Список композицій
Автор музики Йоакім Броден. 
| Стандартне видання        | Стандартне видання | Стандартне видання           | Стандартне видання | Стандартне видання |
| #                         | Назва              | Автор слів                   | Тематика | Тривалість         |
| ------------------------- | ------------------ | ---------------------------- | --- | ------------------ |
| 1.                        | «Primo Victoria»   | Йоакім Броден, Пер Сундстрем | Про операцію «Оверлорд» в червні 1944 з точки зору союзників | 4:10               |
| 2.                        | «Reign of Terror»  | Броден, Сундстрем            | Про війну в Перській затоці та Саддама Хусейна | 3:51               |
| 3.                        | «Panzer Battalion» | Броден                       | Про вторгнення в Ірак та про американський бронетанковий батальйон, який очолив вторгнення                                                                                            | 5:09               |
| 4.                        | «Wolfpack»         | Броден                       | Про битву за Атлантику, зокрема, про атаку вовчої зграї на конвой ON 92. | 5:55               |
| 5.                        | «Counterstrike»    | Броден, Сундстрем            | Про Шестиденну війну | 3:48               |
| 6.                        | «Stalingrad»       | Броден                       | Про Сталінградську битву | 5:18               |
| 7.                        | «Into the Fire»    | Броден, Сундстрем            | Про В'єтнамську війну | 3:25               |
| 8.                        | «Purple Heart»     | Сундстрем                    | Про кавалерів ордена «Пурпурного Серця». | 5:07               |
| 9.                        | «Metal Machine»    | Броден                       | Триб'ют хеві-металу, пісня обігрує назви пісень таких гуртів як Iron Maiden, Manowar, Judas Priest, Rainbow, Dio, Metallica, W.A.S.P., Accept, Helloween, Pink Floyd та Black Sabbath | 4:22               |
| Загальна тривалість 41:05 |                    |                              | |                    |

| Re-Armed перевидання 2010 року | Re-Armed перевидання 2010 року                  | Re-Armed перевидання 2010 року                        | Re-Armed перевидання 2010 року |
| #                              | Назва                                           | Автор                                                 | Тривалість                     |
| ------------------------------ | ----------------------------------------------- | ----------------------------------------------------- | ------------------------------ |
| 10.                            | «The March to War» (Інструментальна)            |                                                       | 1:21                           |
| 11.                            | «Shotgun»                                       | Броден 1. «Into the Fire (Live In Falun 2008)» — 4:08 | 3:14                           |
| 12.                            | «Into the Fire» (Наживо з Фалуна, 2008 рік)     | Броден, Сундстрем                                     | 4:08                           |
| 13.                            | «Rise of Evil» (Наживо з Фалуна, 2008 рік)      | Броден                                                | 8:03                           |
| 14.                            | «The Beast» (Кавер-версія пісні Twisted Sister) | Ді Снайдер                                            | 3:11                           |
| 15.                            | «Dead Soldier's Waltz» (Інструментальна)        |                                                       | 1:21                           |
| Загальна тривалість 62:23      |                                                 |                                                       |                                |

## Учасники запису
У записі альбому взяли участь:
- Йоакім Броден — спів, клавішні;
- Рікард Санден — гітара, бек-вокал;
- Оскар Монтеліус — гітара, бек-вокал;
- Пер Сундстрем — бас-гітара;
- Даніель Муллбак — ударні.